# Antoine Petit (chercheur)
Pour les articles homonymes, voir Petit et Antoine Petit (homonymie).
Antoine Petit, né le 18 juin 1960, est un ancien chercheur français, nommé président-directeur général du CNRS par le président Emmanuel Macron par décret du 24 janvier 2018. Il est agrégé de mathématiques, docteur ès sciences, spécialiste de méthodes formelles, professeur des universités à l’ENS Cachan et il a été président-directeur général de l’Institut national de recherche en informatique et en automatique (Inria) de septembre 2014 à janvier 2018. Il est nommé le 24 janvier 2018 - par le Premier ministre Édouard Philippe et la ministre de l'enseignement supérieur, de la recherche et de l'innovation Frédérique Vidal - président-directeur général du Centre national de la recherche scientifique (CNRS).

## Carrière universitaire
Antoine Petit est le petit-fils maternel de Jean Maitron.
Après des études de mathématiques, conclues par l’obtention de l'agrégation de mathématiques (1982), Antoine Petit soutient une thèse sur la théorie des langages à l’université Paris-Diderot (1985) tout en étant membre du bureau des arts de la BSB. Son champ de recherche  s’est ensuite centré sur l’étude de modèles, principalement à base de systèmes de transitions pour le parallélisme et le temps réel. L'utilisation de ces modèles à des fins de spécification et vérification est devenue au fil des années l'une des motivations principales de ses travaux.
Antoine Petit commence sa carrière d’enseignant-chercheur en 1984 à l’université d'Orléans en tant qu’assistant-agrégé avant de rejoindre l’université Paris-Sud en 1989 comme maître de conférences. En 1991, il est détaché au CNRS pendant deux ans en tant que chargé de recherche, affecté au Laboratoire de recherche en informatique (CNRS et université Paris-Sud). En 1993, il soutient une habilitation à diriger des recherches à l’université Paris-Sud. Antoine Petit  occupe des fonctions pour la gestion et l’animation de la recherche en parallèle de mission informatique (à mi-temps) au sein de la Mission scientifique et technique du ministère chargé de la recherche, fonction qu’il occupe de décembre 1993 à octobre 1996.
En septembre 1994, il devient professeur des universités à l'École normale supérieure de Cachan. En 1995, il dirige le département informatique jusqu’en octobre 2001.
En décembre 2001,  il devient directeur adjoint à la Direction de la recherche du ministère chargé de la Recherche. Il est responsable du secteur des mathématiques et sciences et technologies de l'information et de la communication.
En janvier 2004, il rejoint le CNRS, où il prend la direction du département STIC (Sciences et technologies de l'information et de la communication). Il devient, en septembre de cette même année, directeur de l’inter-région (DIR) Sud-Ouest. Il occupe ce poste jusqu’en janvier 2006,
En juillet 2006, Antoine Petit quitte le CNRS pour l'Inria, pour assurer la direction du centre de recherche Paris-Rocquencourt. En septembre 2010, il en devient directeur général adjoint. Le 28 septembre 2014, il succède à Michel Cosnard à la tête de l’Inria, en tant que 7e président-directeur général.

## Présidence du CNRS

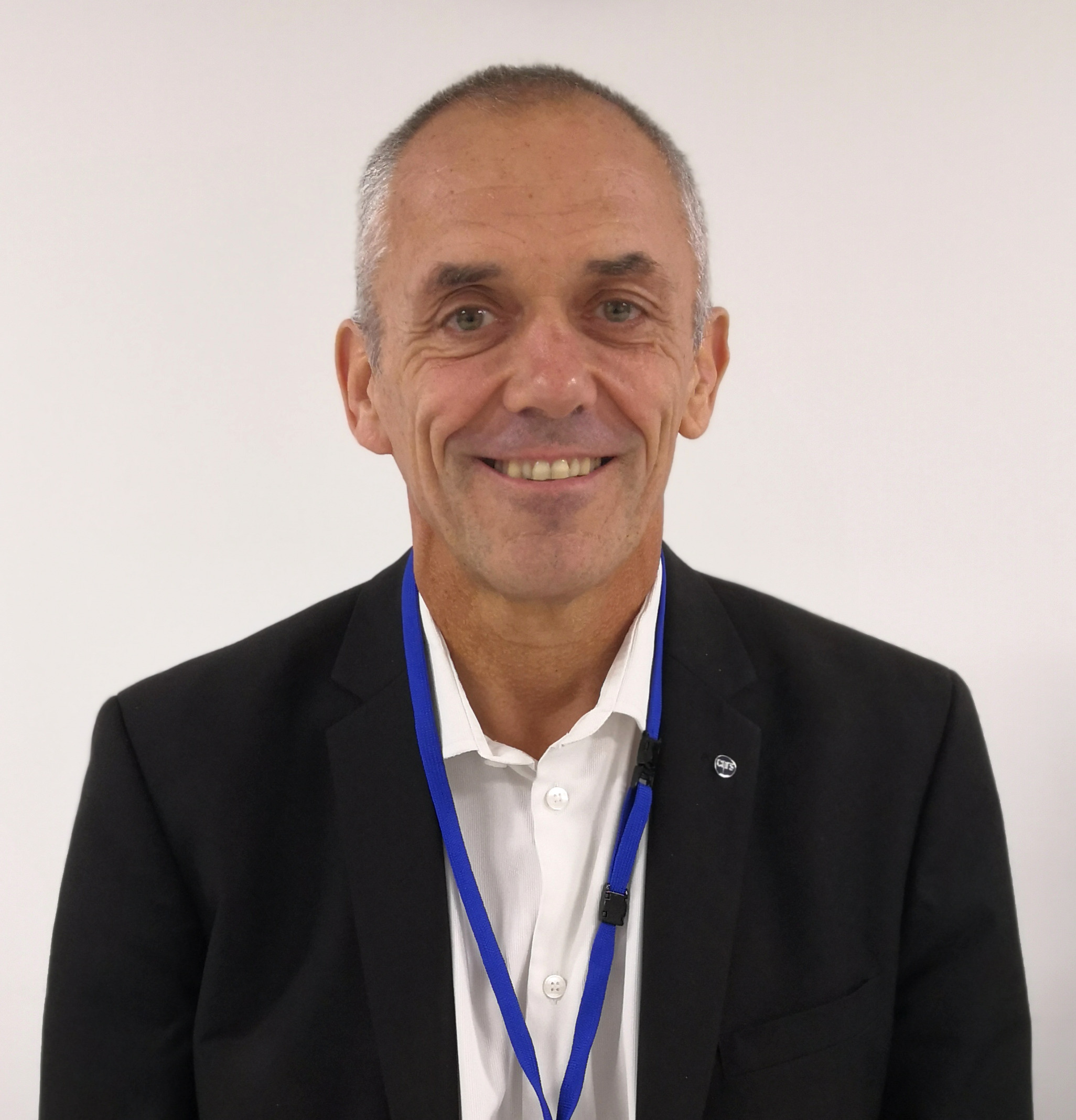
Antoine Petit en 2019

Le 24 janvier 2018, il est nommé président-directeur général du CNRS, succédant dans l'urgence à Anne Peyroche. Dès sa nomination, Antoine Petit commande un premier rapport à un groupe animé par Olivier Le Gall, président du conseil de l’intégrité scientifique de l'Office français de l’intégrité scientifique (OFIS). 

### Actions
En novembre 2018, il annonce un plan d'action pour lutter contre la « fraude scientifique ». Le plan se limite à la mise à disposition d'une adresse mail générique. Le CNRS assure la confidentialité de l'auteur du signalement mais refuse l'anonymisation. Il annonce une fonction spécifiquement dédiée à l’intégrité scientifique en nommant Rémy Mosseri, membre du comité d’éthique du CNRS, depuis 2016. La mise en place du « bureau de l’intégrité scientifique », composé de cinq personnes, consistera à recevoir les allégations et à évaluer de méconduites scientifiques.         
Antoine Petit précise que le CNRS sera « impitoyable avec les tricheurs » et qu'« il n'acceptera pas des dénonciations anonymes », contrairement aux fraudes préalablement révélées par le site PubPeer dont notamment Anne Peyroche, Catherine Jessus, Patrice Dunoyer et Olivier Voinnet. À l'antenne de France Culture, Antoine Petit a fait un parallèle entre les commentaires anonymes sur PubPeer et les accusations pour pédophilie.     
Antoine Petit souligne qu'il est nécessaire de repenser le système de facteurs d'impact qui régit la recherche scientifique et met aussi l'accent sur la responsabilité partagée par l'auteur et l'éditeur de l'article frauduleux.

### Controverses
Dans une tribune publiée fin 2019 dans L'Express, Laurent Bouvet, Nathalie Heinich, Pierre-André Taguieff et Dominique Schnapper et d'autres s'étonnent du soutien accordé par Antoine Petit à la publication des amis de Pascal Blanchard, Sexualités, identités et corps colonisés (CNRS Éditions, novembre 2019), dans laquelle il signe un avant-propos, juste avant le colloque du 3 décembre 2019 organisé à Paris par l'ACHAC pour promouvoir le lancement d'un livre qui, selon eux, « si l'on excepte quelques études solides de véritables historiens, n'est que le miroir du gauchisme culturel décolonial sévissant dans certains milieux intellectuels et quelques campus universitaires ».
En février 2021, alors que Frédérique Vidal, ministre chargée de l'Enseignement supérieur, annonce « avoir demandé au Centre national de la recherche scientifique (CNRS) « un bilan de l'ensemble des recherches » qui se déroulent en France, afin de distinguer ce qui relève de la recherche académique et ce qui tient du militantisme. », l'organisme public emboîte le pas de la Conférence des présidents d’université en rejetant toute tentative de remise en cause de la liberté académique; dans un communiqué de presse, le CNRS « condamne, en particulier, les tentatives de délégitimation de différents champs de la recherche, comme les études postcoloniales, les études intersectionnelles ou les travaux sur le terme de « race », ou tout autre champ de la connaissance. ». Isabelle Barbéris, maître de conférences en arts de la scène et chercheuse associée au CNRS considère que la direction du CNRS fait « ici preuve de complaisance à l’égard des politiques identitaires qui mettent en danger la démocratie ». Dans l'hebdomadaire souverainiste Marianne, Pierre-André Taguieff accuse la direction du CNRS d’avoir choisi « clairement son camp idéologique ».

## Position politique
En avril 2017, il signe l'appel de directeurs d'instituts de recherche français à voter contre Marine Le Pen lors de l'élection présidentielle.
Au mois de novembre 2019, il résume ainsi la future loi de programmation de la recherche, dont la présentation est prévue pour février 2020 : « Il faut une loi ambitieuse, inégalitaire – oui, inégalitaire, une loi vertueuse et darwinienne, qui encourage les scientifiques, équipes, laboratoires, établissements les plus performants à l’échelle internationale, une loi qui mobilise les énergies. » Ces déclarations sont interprétées par certains comme une position en faveur du darwinisme social dans la recherche, ce qu'il conteste fermement, et suscitent un tollé chez nombre de chercheurs,,. Ceux-ci rappellent que Darwin a constaté que la coopération et la compétition interviennent de concert dans l'évolution, et que celui-ci a réfuté le darwinisme social qui prétendait justifier que la supériorité des aptes sur les inaptes.

## Autres responsabilités
- Membre du Conseil national du numérique de mars 2016 à la date de sa démission, le 19 décembre 2017[24].
- Membre du « supervisory board » d’EIT Digital depuis octobre 2015[25].
- Membre du « Research Council » du Canadian Institute For Advanced Research (CIFAR/IFCAR) depuis avril 2015[26].
- Vice-président et trésorier du pôle de compétitivité Systematic depuis novembre 2012[27].
- Vice-président de l'Alliance thématique nationale des sciences humaines et sociales (Athéna) depuis 2018.
- Membre du Comité de pilotage des assises de l'enseignement supérieur et de la recherche[28], missionné en juillet 2012 par la ministre de l'Enseignement supérieur et de la Recherche.
- Membre du Conseil d'administration de 2010 à 2015 de Informatics Europe, vice-président (2012-2013) puis trésorier (2014-2015).
- Président du groupe de travail Organisation des sciences et technologies de l'information au sein du CNRS, missionné en avril 2009 par le directeur général du CNRS[29].
- Président du groupe de travail « Création, Recherche, Innovation »[30] de l'exercice Diagnostic stratégique - France 2025, piloté en 2008 par le secrétariat d’État auprès du Premier ministre chargé de la prospective, de l'évaluation des politiques publiques et du développement de l'économie numérique.

## Publications et travaux

### Publications scientifiques
Antoine Petit est auteur et co-auteur de publications scientifiques dans le domaine informatique et mathématique.

### Ouvrages
Antoine Petit et Laurent Kott, Chercheurs et entrepreneurs : c'est possible ! : Belles histoires du numérique à la française, Paris, Manitoba / Les Belles Lettres, mai 2015, 176 p. (ISBN 978-2251890098).

## Distinctions
- Chevalier de la Légion d'honneur (promotion du 1er janvier 2010)[32]
- Officier de l'ordre national du Mérite (promotion du 13 novembre 2014)[33]

## Formation continue
- Auditeur de la promotion Gérard Mégie (2007-2008) de l'Institut des hautes études pour la science et la technologie (IHEST).
- Auditeur de la 7e promotion (2006-2007) de l'Institut de l'entreprise (IHEE).